# Plutonisme
 Ikke at forveksle med pluton og vulkanisme.
Plutonisme (somme tider også kaldet vulkanisme) var en retning i geologiens tidlige faghistorie. Særligt fra slutningen af 1700-tallet til begyndelsen af 1800-tallet var der store debatter mellem plutonister og neptunister.
Plutonisterne hævdede at vulkanisk aktivitet og varme i Jordens indre var stærkt medvirkende til dannelsen af bjergarter. Overfor dette synspunkt stod neptunister, der mente at bjergarterne var blevet dannet af krystallisering af mineraler i Jordens tidlige verdenshave
Den ledende plutonist var skotten James Hutton, og efterhånden som kendskab til hans arbejde blev spredt i løbet af 1800-tallet vandt plutonisterne gradvist debatten over neptunisterne.
| Geologi | Spire Denne artikel om geologi er en spire som bør udbygges. Du er velkommen til at hjælpe Wikipedia ved at udvide den. |